# Kun Péter
Kun Péter (Pusztaszabolcs, 1967. október 29. – Velence, 1993. július 10.) magyar rockzenész, az Edda Művek tagja.

## Pályafutása
Édesapja hivatásos zenész volt, rendezvényeken, lakodalmakban játszott. Gyerekkorában Pusztaszabolcsról Százhalombattára költöztek. Apai segítséggel indult meg zenei képzése, szülei negyedikes korában íratták be zeneiskolába, gordonka tanszakra. 1979-ben kapott egy akusztikus gitárt, s ettől kezdve rövid ideig mindkét hangszeren képezte magát, végül a gitár mellett döntött. 1981-től több amatőr zenekarban játszott. Emellett hétvégenként édesapjával zenélt esküvőkön és bálokon. Saját maga kereste meg első komoly hangszere árát, egy professzionális, B.C. Rich márkájú gitárt.
1984-ben megalapította a Triton együttest (tagok: Bárkányi „Bárisz” Zsolt, Csarnoki „Csaresz” Antal, Tobola „Csákó” Csaba), amelyben énekelt és gitározott. Stílusuk klasszikus heavy és power metal keveréke volt gazdag dallamvilággal. Az együttest a katonai szolgálat zilálta szét. Ez idő alatt néhányszor felléptek Százhalombattán, különböző városi rendezvényeken, majd Bárkányi szögre akasztotta a hangszerét. Ekkoriban egy másik battai együttes, a Magazin is széthullott, így Csordás „Levi” Leventével és Hangyássy „Manca” Lászlóval kiegészülve 1988-ban megalakult a Sing Sing (Kun, Csarnoki, Tobola, Csordás, Hangyássy).
Zenei nézeteltérések miatt Kun kilépett, majd megalapította az Új Tritont, Andrics Lászlóval (a katonaság alatt barátkoztak össze) és Tobola Csabával. Próbált kitörni a százhalombattai közegből, ismertebb akart lenni, ezért felfüggesztette az Új Tritont. 1989-ben mindhárman beszálltak a Kanguru zenekarba, amiből Boros „Pöpi” Péter a Sing-Singbe távozott. 1990 végén csatlakozott a Pokolgéphez, az Oment megalapító Nagyfi László helyére. Lemezfelvétel azonban nem készült vele, mivel 1991 tavaszától az Edda Művek gitárosa lett, a május 1-jei Pecsa-koncerten mutatkozott be. Az együttes új erőre kapott a tehetséges, fiatal gitárossal. Ekkoriban a Yamaha szponzorálta a bandát, hangszerek mellett motorkerékpárokkal is. Bár a hivatalos fotókon choppereken pózoltak, Kunt inkább a gyorsasági stílus vonzotta.
Az 1993. július 8–11. között Agárdon megtartott, harmadik Edda-táborban lépett fel, amikor július 10-én hajnalban, Yamaha motorjával Velencén, a 7-es főút 47-es kilométerénél halálos kimenetelű közlekedési balesetet szenvedett. A koncert utáni zsibongást akarta kiszellőztetni az éjszakában. Meg akart fordulni az úton, de az utána küldött testőr személygépkocsijával halálra gázolta. A baleset helyszínén emlékmű áll. Pont azon a napon halt meg, amikor barátnőjével megismerkedésük 3. évfordulóját tartották volna, aki épp akkor volt négy hónapos terhes. Temetésére több ezer gyászoló jelenlétében 1993. július 17-én került sor a százhalombattai katolikus temetőben (sírja a bejárattól balra, a 3B parcellában található). 1994-ben avatták fel márvány síremlékét, Enes Nagy Sándor alkotását, melyen portrédomborműve és gitárja van megörökítve.
Az Edda Művek albummal tisztelgett az emléke előtt, amelyre a vele készült utolsó felvételek közé tartozó unplugged koncert hanganyaga, valamint a Lelkünkből című emlékdal is felkerült. Utóbbit azóta is csak kiemelt jelentőségű koncerteken adja elő a zenekar (Edda-tábor, jubileumi fellépések, Petőfi Csarnok, Agárdi Popstrand). Korábbi együttese, a Sing Sing 9386 címmel instrumentális dalt írt, amelynek címe a Kun Péter által megért napok számát jelenti.
Halála után fél évvel, 1993 decemberében született meg egyetlen gyermeke, Kun Petra Virág.

## Diszkográfia

### Sorlemezek
- (1990) Sing Sing – Életfogytig Rock'n Roll (háttérének, egy számban)
- (1992) Sing Sing – Élve vagy halva (háttérének)
- (1992) Edda – Edda Művek 13. (gitár)
- (1993) Edda – Elveszett Illúziók (gitár)

### Válogatások
- (1992) Edda – Az Edda Két Arca (gitár)
- (1994) Best Of Sing Sing (háttérének)
- (1995) Edda – Edda Blues (gitár)
- (1995) Aranyalbum (90-es évek) (zeneszerző, egy számban)
- (2000) Best Of Manhattan 1991–2000 (zeneszerző, egy számban)
- (2005) Edda – Edda Művek (gitár)